# Parallelia prisca
Parallelia prisca är en fjärilsart som beskrevs av Walker 1858. Parallelia prisca ingår i släktet Parallelia och familjen nattflyn. Inga underarter finns listade i Catalogue of Life.